# Llista de topònims de Caldes d'Estrac
Llista de topònims (noms propis de lloc) del municipi de Caldes d'Estrac, al Maresme
Informació actualitzada per un bot. Els canvis manuals es perdran quan s'actualitzi!

## casa
| imatge | Nom                                          | Ubicat a        | instància de               | Detalls                                                                                | coordenades                                                                                                  | Protecció                                            | Commons (més fotos)                        | Dades a WD                    |
| ------ | -------------------------------------------- | --------------- | -------------------------- | -------------------------------------------------------------------------------------- | --- | ---------------------------------------------------- | ------------------------------------------ | ----------------------------- |
|        | Ca l'Argimon                                 | Caldes d'Estrac | casa                       | Estil: arquitectura eclèctica                                                          | 41° 34′ 12″ N, 2° 31′ 38″ E / 41.570012°N,2.527259°E                                                         | bé integrant del patrimoni cultural català           | Ca l'Argimon (Caldes d'Estrac)             | Modifica les dades a Wikidata |
|        | Ca l'Arqué                                   | Caldes d'Estrac | casa                       | Estil: arquitectura eclèctica 19th century                                             | 41° 34′ 19″ N, 2° 31′ 42″ E / 41.572046°N,2.528203°E ca:C. de la Santema, 15 29 msnm                         | bé integrant del patrimoni cultural català           | Ca l'Arqué (Caldes d'Estrac)               | Modifica les dades a Wikidata |
|        | Ca la Cristina                               | Caldes d'Estrac | casa                       | Estil: historicisme arquitectònic 1900                                                 | 41° 34′ 12″ N, 2° 31′ 40″ E / 41.570033°N,2.527843°E ca:Carrer de Sant Josep, 7 (08393 Caldes d'Estrac)      | bé integrant del patrimoni cultural català           | Ca la Cristina (Caldes d'Estrac)           | Modifica les dades a Wikidata |
|        | Ca n'Arboix                                  | Caldes d'Estrac | casa                       | Estil: arquitectura popular 19th century                                               | 41° 34′ 19″ N, 2° 31′ 34″ E / 41.572008°N,2.526078°E ca:Carrer Major, 10 (08393 Caldes d'Estrac)             | bé integrant del patrimoni cultural català           | Ca n'Arboix                                | Modifica les dades a Wikidata |
|        | Can Bastos                                   | Caldes d'Estrac | casa                       | Estil: arquitectura eclèctica 1880                                                     | 41° 34′ 17″ N, 2° 31′ 33″ E / 41.571268°N,2.525768°E ca:Carrer Major, 31-35 (08393 Caldes d'Estrac)          | bé integrant del patrimoni cultural català           | Can Bastos (Caldes d'Estrac)               | Modifica les dades a Wikidata |
|        | Can Boada                                    | Caldes d'Estrac | casa                       | Estil: arquitectura popular 1900                                                       | 41° 34′ 15″ N, 2° 31′ 32″ E / 41.570752°N,2.525522°E ca:Carrer Major, 38 (08393 Caldes d'Estrac)             | bé integrant del patrimoni cultural català           | Can Boada (Caldes d'Estrac)                | Modifica les dades a Wikidata |
|        | Can Bonis                                    | Caldes d'Estrac | casa                       | 1930                                                                                   | 41° 34′ 19″ N, 2° 31′ 34″ E / 41.57199°N,2.52619°E ca:Carrer Major, 44 (08393 Caldes d'Estrac)               |                                                      |                                            | Modifica les dades a Wikidata |
|        | Can Cabanyes                                 | Caldes d'Estrac | casa                       | 1830                                                                                   | 41° 34′ 15″ N, 2° 31′ 36″ E / 41.570932°N,2.526618°E ca:Carrer de La Riera, 21 (08393 Caldes d'Estrac)       | bé integrant del patrimoni cultural català           | Can Cabanyes (Caldes d'Estrac)             | Modifica les dades a Wikidata |
|        | Can Carol                                    | Caldes d'Estrac | casa                       | Estil: racionalisme arquitectònic 20th century                                         | 41° 34′ 04″ N, 2° 31′ 30″ E / 41.56764°N,2.52489°E ca:Passeig dels Anglesos, 19 (08393 Caldes d'Estrac)      |                                                      | Can Carol (Caldes d'Estrac)                | Modifica les dades a Wikidata |
|        | Can Casasses                                 | Caldes d'Estrac | casa                       | Estil: historicisme arquitectònic 1850                                                 | 41° 34′ 13″ N, 2° 31′ 34″ E / 41.570239°N,2.526177°E ca:Carretera de Sant Vicenç, 1 (08393 Caldes d'Estrac)  | bé integrant del patrimoni cultural català           | Can Casasses (Caldes d'Estrac)             | Modifica les dades a Wikidata |
|        | Can Garriga                                  | Caldes d'Estrac | casa                       | Estil: arquitectura neoclàssica 19th century                                           | 41° 33′ 59″ N, 2° 31′ 19″ E / 41.566324°N,2.521957°E ca:Passeig dels Anglesos, 31                            |                                                      | Can Garriga (Caldes d'Estrac)              | Modifica les dades a Wikidata |
|        | Can Humet                                    | Caldes d'Estrac | casa                       | 19th century                                                                           | 41° 34′ 03″ N, 2° 31′ 28″ E / 41.56742°N,2.52431°E ca:Passeig dels Anglesos, 21 (08393 Caldes d'Estrac)      |                                                      |                                            | Modifica les dades a Wikidata |
|        | Can Marcelino Coll                           | Caldes d'Estrac | casa                       | 1917                                                                                   | 41° 34′ 08″ N, 2° 31′ 14″ E / 41.56899°N,2.52049°E ca:Carrer del Pont del Sergent, 1 (08393 Caldes d'Estrac) |                                                      |                                            | Modifica les dades a Wikidata |
|        | Can Milans                                   | Caldes d'Estrac | casa                       | Estil: arquitectura popular 19th century                                               | 41° 34′ 20″ N, 2° 31′ 37″ E / 41.572161°N,2.526869°E ca:Carrer de l'Església, 10 (08393 Caldes d'Estrac)     | bé integrant del patrimoni cultural català           | Can Milans (Caldes d'Estrac)               | Modifica les dades a Wikidata |
|        | Can Milans Perejordi                         | Caldes d'Estrac | casa                       | Estil: arquitectura popular 1627                                                       | 41° 34′ 20″ N, 2° 31′ 35″ E / 41.572217°N,2.526377°E ca:Carrer de l'Església, 6                              | bé integrant del patrimoni cultural català           | Can Milans Perejordi                       | Modifica les dades a Wikidata |
|        | Can Rieras                                   | Caldes d'Estrac | casa                       | Estil: noucentisme 19th century                                                        | 41° 34′ 01″ N, 2° 31′ 22″ E / 41.56691°N,2.52282°E ca:Passeig dels Anglesos, 26 (08393 Caldes d'Estrac)      |                                                      |                                            | Modifica les dades a Wikidata |
|        | Can Roqué                                    | Caldes d'Estrac | casa                       | Estil: arquitectura eclèctica                                                          | 41° 34′ 20″ N, 2° 31′ 42″ E / 41.572361°N,2.528276°E                                                         | bé integrant del patrimoni cultural català           | Can Roqué (Caldes d'Estrac)                | Modifica les dades a Wikidata |
|        | Can Roset                                    | Caldes d'Estrac | casa                       | Estil: arquitectura eclèctica Estat: enderrocat o destruït                             | | bé integrant del patrimoni cultural català           |                                            | Modifica les dades a Wikidata |
|        | Casa Nadal i Farré                           | Caldes d'Estrac | casa                       | Arquitecte: Jeroni Martorell i Terrats Estil: noucentisme 19th century                 | 41° 34′ 12″ N, 2° 31′ 46″ E / 41.5701°N,2.52952°E ca:Carrer del Camí Ral, 50 (08393 Caldes d'Estrac)         | bé integrant del patrimoni cultural català           | Casa Nadal i Farré                         | Modifica les dades a Wikidata |
|        | Casa Nomen                                   | Caldes d'Estrac | casa                       | Estil: racionalisme arquitectònic 20th century                                         | 41° 34′ 04″ N, 2° 31′ 34″ E / 41.56791°N,2.52607°E ca:Passeig dels Anglesos, 5 (08393 Caldes d'Estrac)       |                                                      |                                            | Modifica les dades a Wikidata |
|        | Casa Ugalde                                  | Caldes d'Estrac | casa habitatge unifamiliar | Arquitecte: Josep Antoni Coderch i de Sentmenat Estil: racionalisme arquitectònic 1951 | 41° 34′ 14″ N, 2° 31′ 23″ E / 41.570438°N,2.522972°E ca:Torrenova, 16                                        | bé d'interès cultural bé cultural d'interès nacional | Casa Ugalde                                | Modifica les dades a Wikidata |
|        | Casa de l'antiga Cooperativa 'La Caldetense' | Caldes d'Estrac | casa                       | 1918                                                                                   | 41° 34′ 11″ N, 2° 31′ 41″ E / 41.56973°N,2.52809°E ca:Carrer de Sant Josep, 15 (08393 Caldes d'Estrac)       |                                                      |                                            | Modifica les dades a Wikidata |
|        | Casa del Patronat Mercè Torras               | Caldes d'Estrac | casa                       | 19th century                                                                           | 41° 34′ 09″ N, 2° 31′ 38″ E / 41.56903°N,2.52728°E ca:Carrer del Callao, 13 (08393 Caldes d'Estrac)          |                                                      |                                            | Modifica les dades a Wikidata |
|        | Conjunt d'habitatges a la Santema            | Caldes d'Estrac | casa                       | Estil: arquitectura popular                                                            | 41° 34′ 17″ N, 2° 31′ 40″ E / 41.571314°N,2.527652°E                                                         | bé integrant del patrimoni cultural català           | Conjunt d'habitatges a la Santema          | Modifica les dades a Wikidata |
|        | casa al carrer Major, 29                     | Caldes d'Estrac | casa                       | Estil: arquitectura popular                                                            | 41° 34′ 17″ N, 2° 31′ 33″ E / 41.571334°N,2.525812°E                                                         | bé integrant del patrimoni cultural català           | Casa al carrer Major, 29 (Caldes d'Estrac) | Modifica les dades a Wikidata |
|        | casa al carrer Major, 40                     | Caldes d'Estrac | casa                       | Estil: arquitectura popular Estat: enderrocat o destruït                               | 41° 34′ 14″ N, 2° 31′ 32″ E / 41.570671°N,2.525497°E                                                         | bé integrant del patrimoni cultural català           |                                            | Modifica les dades a Wikidata |
|        | casa del Passeig dels Anglesos, 3            | Caldes d'Estrac | casa                       | 20th century                                                                           | 41° 34′ 05″ N, 2° 31′ 35″ E / 41.56799°N,2.52625°E ca:Passeig dels Anglesos, 3 (08393 Caldes d'Estrac)       |                                                      |                                            | Modifica les dades a Wikidata |
|        | casa del Passeig dels Anglesos, 4            | Caldes d'Estrac | casa                       | Estil: arquitectura modernista 19th century                                            | 41° 34′ 05″ N, 2° 31′ 35″ E / 41.568°N,2.52636°E ca:Passeig dels Anglesos, 4 (08393 Caldes d'Estrac)         |                                                      |                                            | Modifica les dades a Wikidata |
|        | casa del carrer de Sant Josep, 26            | Caldes d'Estrac | casa                       | 1900                                                                                   | 41° 34′ 10″ N, 2° 31′ 41″ E / 41.56943°N,2.52815°E ca:Carrer de Sant Josep, 26 (08393 Caldes d'Estrac)       |                                                      |                                            | Modifica les dades a Wikidata |
|        | casa del carrer de l'Església, núm. 23       | Caldes d'Estrac | casa                       | 18th century                                                                           | 41° 34′ 20″ N, 2° 31′ 35″ E / 41.57219°N,2.52649°E ca:Carrer de l'Església, núm. 23 (08393 Caldes d'Estrac)  |                                                      |                                            | Modifica les dades a Wikidata |
|        | cases al carrer Major, 7-11                  | Caldes d'Estrac | casa                       | Estil: arquitectura popular                                                            | 41° 34′ 18″ N, 2° 31′ 34″ E / 41.57174°N,2.52613°E                                                           | bé integrant del patrimoni cultural català           | Cases al carrer Major, 7-11                | Modifica les dades a Wikidata |

## conjunt d'edificis
| imatge | Nom                                  | Ubicat a        | instància de       | Detalls      | coordenades | Protecció | Commons (més fotos) | Dades a WD                    |
| ------ | ------------------------------------ | --------------- | ------------------ | ------------ | --- | --------- | ------------------- | ----------------------------- |
|        | Carrers del Callao i de Santa Teresa | Caldes d'Estrac | conjunt d'edificis | 20th century | 41° 34′ 09″ N, 2° 31′ 39″ E / 41.56913°N,2.52749°E ca:Carrers del Callao i de Santa Teresa (08393 Caldes d'Estrac) |           | Carrer del Callao   | Modifica les dades a Wikidata |
|        | Conjunt del Passeig dels Anglesos    | Caldes d'Estrac | conjunt d'edificis | 20th century | 41° 34′ 02″ N, 2° 31′ 29″ E / 41.56722°N,2.52483°E ca:Passeig dels Anglesos (08393 Caldes d'Estrac)                |           |                     | Modifica les dades a Wikidata |
|        | Grup de la Mercè                     | Caldes d'Estrac | conjunt d'edificis | 20th century | 41° 34′ 23″ N, 2° 31′ 30″ E / 41.57309°N,2.5251°E ca:Carrer de la Mercè, núm. 2-36 (08393 Caldes d'Estrac)         |           |                     | Modifica les dades a Wikidata |
|        | La Santema                           | Caldes d'Estrac | conjunt d'edificis | 19th century | 41° 34′ 15″ N, 2° 31′ 38″ E / 41.57076°N,2.52735°E ca:Carrer de La Santema, 1-17 (08393 Caldes d'Estrac)           |           |                     | Modifica les dades a Wikidata |

## conjunt urbà
| imatge | Nom                                    | Ubicat a        | instància de | Detalls | coordenades                                                                                     | Protecció | Commons (més fotos) | Dades a WD                    |
| ------ | -------------------------------------- | --------------- | ------------ | ------- | ----------------------------------------------------------------------------------------------- | --------- | ------------------- | ----------------------------- |
|        | Carrers de Santa Teresa i Callao       | Caldes d'Estrac | conjunt urbà |         | 41° 34′ 10″ N, 2° 31′ 42″ E / 41.56952667236328°N,2.528209924697876°E ca:Carrer de Santa Teresa |           |                     | Modifica les dades a Wikidata |
|        | Passeig dels Anglesos i Passeig de Mar | Caldes d'Estrac | conjunt urbà |         | 41° 34′ 06″ N, 2° 31′ 38″ E / 41.56829452514648°N,2.52734899520874°E ca:Passeig dels Anglesos   |           |                     | Modifica les dades a Wikidata |

## edifici
| imatge | Nom                                              | Ubicat a        | instància de | Detalls                                                                | coordenades | Protecció                                  | Commons (més fotos)                  | Dades a WD                    |
| ------ | ------------------------------------------------ | --------------- | ------------ | ---------------------------------------------------------------------- | --- | ------------------------------------------ | ------------------------------------ | ----------------------------- |
|        | Antic Casal Català                               | Caldes d'Estrac | edifici      | 1850                                                                   | 41° 34′ 13″ N, 2° 31′ 41″ E / 41.570382°N,2.527962°E ca:Carrer del Camí Ral, 34-38 (08393 Caldes d'Estrac)     | bé integrant del patrimoni cultural català | Antic Casal Català (Caldes d'Estrac) | Modifica les dades a Wikidata |
|        | Balneari Colon                                   | Caldes d'Estrac | edifici      | Estat: enderrocat o destruït                                           | | bé integrant del patrimoni cultural català |                                      | Modifica les dades a Wikidata |
|        | Balneari de Caldes                               | Caldes d'Estrac | edifici      | Estil: arquitectura popular                                            | 41° 34′ 20″ N, 2° 31′ 40″ E / 41.572124°N,2.527829°E                                                           | bé integrant del patrimoni cultural català | Banys termals de Caldes d'Estrach    | Modifica les dades a Wikidata |
|        | Banys Termals                                    | Caldes d'Estrac | edifici      | Estil: arquitectura popular 1818                                       | 41° 34′ 20″ N, 2° 31′ 41″ E / 41.5721°N,2.52793°E ca:La Riera, 29 (08393 Caldes d'Estrac)                      |                                            | Banys termals de Caldes d'Estrach    | Modifica les dades a Wikidata |
|        | Capella de la Cova de la Mare de Déu del Remei   | Caldes d'Estrac | edifici      | 19th century                                                           | 41° 34′ 21″ N, 2° 31′ 38″ E / 41.57256°N,2.52735°E ca:Carrer de l'Església, s/n (08393 Caldes d'Estrac)        |                                            |                                      | Modifica les dades a Wikidata |
|        | Capelleta del Sant Crist                         | Caldes d'Estrac | edifici      | 19th century                                                           | 41° 34′ 20″ N, 2° 31′ 36″ E / 41.57229°N,2.52665°E ca:Carrer de l'Església, s/n (08393 Caldes d'Estrac)        |                                            |                                      | Modifica les dades a Wikidata |
|        | Escola Pública Sagrada Família                   | Caldes d'Estrac | edifici      | 1918                                                                   | 41° 34′ 12″ N, 2° 31′ 29″ E / 41.56988°N,2.52483°E ca:Carretera de Sant Vicenç, 10 (08393 Caldes d'Estrac)     |                                            |                                      | Modifica les dades a Wikidata |
|        | Hotel Colón                                      | Caldes d'Estrac | edifici      | 20th century                                                           | 41° 34′ 06″ N, 2° 31′ 40″ E / 41.56835°N,2.52783°E ca:Plaça de les Barques, s/n (08393 Caldes d'Estrac)        |                                            |                                      | Modifica les dades a Wikidata |
|        | Hotel Estrac                                     | Caldes d'Estrac | edifici      | Estil: noucentisme 1923                                                | 41° 34′ 12″ N, 2° 31′ 36″ E / 41.570095°N,2.526551°E ca:Carrer del Camí Ral, 5 (08393 Caldes d'Estrac)         | bé integrant del patrimoni cultural català | Hotel Estrac (Caldes d'Estrac)       | Modifica les dades a Wikidata |
|        | Residència Santema                               | Caldes d'Estrac | edifici      | 19th century                                                           | 41° 34′ 13″ N, 2° 31′ 37″ E / 41.57019°N,2.52705°E ca:Carrer de Santema, 15 (08393 Caldes d'Estrac)            |                                            |                                      | Modifica les dades a Wikidata |
|        | Rosa d'Or Ateneu Popular                         | Caldes d'Estrac | edifici      | Arquitecte: Salvador Sellés i Baró Estil: arquitectura modernista 1905 | 41° 34′ 14″ N, 2° 31′ 37″ E / 41.570597°N,2.526832°E ca:Carrer de la Riera, 17                                 | bé integrant del patrimoni cultural català | Rosa d'Or Ateneu Popular             | Modifica les dades a Wikidata |
|        | Torre Seldwyla                                   | Caldes d'Estrac | edifici      | 1925                                                                   | 41° 34′ 00″ N, 2° 31′ 21″ E / 41.56663°N,2.52256°E ca:Carrer Ciutat de la Paz, 41 i 42 (08393 Caldes d'Estrac) |                                            | Torre Seldwyla                       | Modifica les dades a Wikidata |
|        | Torre d'estiueig del Carrer Ciutat de la Paz, 24 | Caldes d'Estrac | edifici      | 20th century                                                           | 41° 34′ 05″ N, 2° 31′ 32″ E / 41.56799°N,2.5255°E ca:Carrer Ciutat de La Paz, 24 (08393 Caldes d'Estrac)       |                                            |                                      | Modifica les dades a Wikidata |
|        | Torre d'estiueig del Passeig dels Anglesos, 22   | Caldes d'Estrac | edifici      | 20th century                                                           | 41° 34′ 02″ N, 2° 31′ 27″ E / 41.56724°N,2.52413°E ca:Passeig dels Anglesos, 22 (08393 Caldes d'Estrac)        |                                            |                                      | Modifica les dades a Wikidata |
|        | Xalet del Passeig dels Anglesos, 8               | Caldes d'Estrac | edifici      | 20th century                                                           | 41° 34′ 04″ N, 2° 31′ 33″ E / 41.56785°N,2.52589°E ca:Passeig dels Anglesos, 8 (08393 Caldes d'Estrac)         |                                            |                                      | Modifica les dades a Wikidata |
|        | cabana de Doña Cary                              | Caldes d'Estrac | edifici      | 20th century                                                           | 41° 34′ 16″ N, 2° 31′ 42″ E / 41.57109°N,2.52845°E ca:Parc de Can Muntanyà, s/n (08393 Caldes d'Estrac)        |                                            |                                      | Modifica les dades a Wikidata |
|        | la Granadina                                     | Caldes d'Estrac | edifici      | 20th century                                                           | 41° 34′ 01″ N, 2° 31′ 23″ E / 41.56686°N,2.52315°E ca:Passeig dels Anglesos, 25 (08393 Caldes d'Estrac)        |                                            |                                      | Modifica les dades a Wikidata |
|        | la Marañosa. Casa de Fusta.                      | Caldes d'Estrac | edifici      | 20th century                                                           | 41° 34′ 10″ N, 2° 31′ 21″ E / 41.56951°N,2.52241°E ca:Carretera de Sant Vicenç, 22-28 (08393 Caldes d'Estrac)  |                                            |                                      | Modifica les dades a Wikidata |
|        | la Vilana                                        | Caldes d'Estrac | edifici      | 20th century                                                           | 41° 34′ 02″ N, 2° 31′ 24″ E / 41.56709°N,2.52344°E ca:Passeig dels Anglesos, 24 (08393 Caldes d'Estrac)        |                                            |                                      | Modifica les dades a Wikidata |

## edifici residencial
| imatge | Nom                                 | Ubicat a        | instància de        | Detalls                       | coordenades                                                                                          | Protecció | Commons (més fotos) | Dades a WD                    |
| ------ | ----------------------------------- | --------------- | ------------------- | ----------------------------- | --- | --------- | ------------------- | ----------------------------- |
|        | Can Gili                            | Caldes d'Estrac | edifici residencial | Estil: noucentisme            | 41° 34′ 20″ N, 2° 31′ 37″ E / 41.572235107421875°N,2.527066946029663°E ca:Pujada de l'Església, 35   |           |                     | Modifica les dades a Wikidata |
|        | Torre Llanes                        | Caldes d'Estrac | edifici residencial | Estil: modernisme català      | 41° 34′ 09″ N, 2° 31′ 42″ E / 41.56908416748047°N,2.5284221172332764°E ca:Passeig del Mar, 14        |           |                     | Modifica les dades a Wikidata |
|        | casa del passeig de les Moreres, 10 | Caldes d'Estrac | edifici residencial | Estil: arquitectura eclèctica | 41° 34′ 10″ N, 2° 31′ 43″ E / 41.56938171386719°N,2.5287039279937744°E ca:Passeig de les Moreres, 10 |           |                     | Modifica les dades a Wikidata |

## església
| imatge | Nom                            | Ubicat a        | instància de     | Detalls                                                                    | coordenades                                                                                          | Protecció                                  | Commons (més fotos)                  | Dades a WD                    |
| ------ | ------------------------------ | --------------- | ---------------- | -------------------------------------------------------------------------- | --- | ------------------------------------------ | ------------------------------------ | ----------------------------- |
|        | Santa Maria de Caldes d'Estrac | Caldes d'Estrac | església         |                                                                            | 41° 34′ 21″ N, 2° 31′ 38″ E / 41.57246°N,2.52719°E                                                   | bé integrant del patrimoni cultural català | Santa Maria de Caldes d'Estrac       | Modifica les dades a Wikidata |
|        | capella del Carme              | Caldes d'Estrac | església edifici | Arquitecte: Laureà Arroyo i Velasco Estil: historicisme arquitectònic 1868 | 41° 34′ 08″ N, 2° 31′ 35″ E / 41.568859°N,2.526331°E ca:Carrer del Callao, 2 (08393 Caldes d'Estrac) | bé integrant del patrimoni cultural català | Capella del Carme de Caldes d'Estrac | Modifica les dades a Wikidata |

## font
| imatge | Nom                              | Ubicat a        | instància de     | Detalls      | coordenades                                                                                             | Protecció | Commons (més fotos) | Dades a WD                    |
| ------ | -------------------------------- | --------------- | ---------------- | ------------ | --- | --------- | ------------------- | ----------------------------- |
|        | Font Sant Antoni                 | Caldes d'Estrac | font             | 20th century | 41° 34′ 16″ N, 2° 31′ 32″ E / 41.57115°N,2.52561°E ca:Plaça de Sant Antoni, s/n (08393 Caldes d'Estrac) |           |                     | Modifica les dades a Wikidata |
|        | font de la Plaça de la Vila, s/n | Caldes d'Estrac | font             | 20th century | 41° 34′ 20″ N, 2° 31′ 40″ E / 41.57236°N,2.52783°E ca:Plaça de la Vila, s/n (08393 Caldes d'Estrac)     |           |                     | Modifica les dades a Wikidata |
|        | font del Carreró                 | Caldes d'Estrac | font             | 20th century | 41° 34′ 13″ N, 2° 31′ 38″ E / 41.57039°N,2.52711°E ca:La Riera, s/n (08393 Caldes d'Estrac)             |           |                     | Modifica les dades a Wikidata |
|        | font dels Banys Termals          | Caldes d'Estrac | font             | 20th century | 41° 34′ 20″ N, 2° 31′ 41″ E / 41.5721°N,2.52793°E ca:La Riera, 29 (08393 Caldes d'Estrac)               |           |                     | Modifica les dades a Wikidata |
|        | la deu d'aigua termal            | Caldes d'Estrac | font font termal |              | 41° 34′ 20″ N, 2° 31′ 39″ E / 41.57234°N,2.52762°E ca:(08393 Caldes d'Estrac)                           |           |                     | Modifica les dades a Wikidata |

## jardí públic
| imatge | Nom                  | Ubicat a        | instància de | Detalls | coordenades | Protecció | Commons (més fotos) | Dades a WD                    |
| ------ | -------------------- | --------------- | ------------ | ------- | --- | --------- | ------------------- | ----------------------------- |
|        | Parc Joan Maragall   | Caldes d'Estrac | jardí públic | 2003    | 41° 34′ 07″ N, 2° 31′ 40″ E / 41.56865°N,2.52767°E ca:Parc Joan Maragall, s/n (08393 Caldes d'Estrac)                                                                                            |           |                     | Modifica les dades a Wikidata |
|        | Parc de Can Muntanyà | Caldes d'Estrac | jardí públic | 1987    | 41° 34′ 15″ N, 2° 31′ 44″ E / 41.5707°N,2.52876°E 41° 34′ 16″ N, 2° 31′ 42″ E / 41.57101821899414°N,2.5282979011535645°E ca:Carrer de la Riera, s/n (08393 Caldes d'Estrac) ca:Carrer Santema, 1 |           |                     | Modifica les dades a Wikidata |

## masia
| imatge | Nom          | Ubicat a        | instància de | Detalls                                                          | coordenades                                                                                                 | Protecció                                  | Commons (més fotos)          | Dades a WD                    |
| ------ | ------------ | --------------- | ------------ | ---------------------------------------------------------------- | --- | ------------------------------------------ | ---------------------------- | ----------------------------- |
|        | Can Bosquets | Caldes d'Estrac | masia        |                                                                  | 41° 34′ 19″ N, 2° 31′ 32″ E / 41.5719165479033°N,2.52568345593495°E                                         |                                            |                              | Modifica les dades a Wikidata |
|        | Can Busquets | Caldes d'Estrac | masia        | 16th century                                                     | 41° 34′ 19″ N, 2° 31′ 34″ E / 41.57196°N,2.52615°E ca:Carrer Major, 6 (08393 Caldes d'Estrac)               |                                            |                              | Modifica les dades a Wikidata |
|        | Can Comes    | Caldes d'Estrac | masia        |                                                                  | 41° 34′ 29″ N, 2° 31′ 29″ E / 41.5746683396326°N,2.52460775328118°E                                         |                                            |                              | Modifica les dades a Wikidata |
|        | Can Gibert   | Caldes d'Estrac | masia        | 15th century                                                     | 41° 34′ 20″ N, 2° 31′ 36″ E / 41.572345°N,2.526798°E ca:Carrer de l'Església, 21 (08393 Caldes d'Estrac)    | bé integrant del patrimoni cultural català | Can Gibert (Caldes d'Estrac) | Modifica les dades a Wikidata |
|        | Can Nadal    | Caldes d'Estrac | masia        | Arquitecte: Francesc de Paula Nebot i Torrens Estil: noucentisme | 41° 34′ 20″ N, 2° 31′ 35″ E / 41.5722°N,2.52639°E                                                           | bé integrant del patrimoni cultural català | Can Gili                     | Modifica les dades a Wikidata |
|        | Can Soler    | Caldes d'Estrac | masia        | 20th century                                                     | 41° 34′ 08″ N, 2° 31′ 29″ E / 41.568914°N,2.52471°E ca:Carretera de Sant Vicenç, 13 (08393 Caldes d'Estrac) |                                            |                              | Modifica les dades a Wikidata |

## monument
| imatge | Nom                       | Ubicat a        | instància de | Detalls      | coordenades                                                                                                 | Protecció | Commons (més fotos) | Dades a WD                    |
| ------ | ------------------------- | --------------- | ------------ | ------------ | --- | --------- | ------------------- | ----------------------------- |
|        | Monument a Joan Maragall  | Caldes d'Estrac | monument     | 1967         | 41° 34′ 07″ N, 2° 31′ 41″ E / 41.56857°N,2.52813°E ca:Parc Joan Maragall, s/n (08393 Caldes d'Estrac)       |           |                     | Modifica les dades a Wikidata |
|        | Monument de Santa Bàrbara | Caldes d'Estrac | monument     | 20th century | 41° 34′ 11″ N, 2° 31′ 30″ E / 41.56976°N,2.52496°E ca:Carretera de Sant Vicenç, s/n (08393 Caldes d'Estrac) |           |                     | Modifica les dades a Wikidata |

## platja
| imatge | Nom                    | Ubicat a        | instància de | Detalls | coordenades                                                           | Protecció | Commons (més fotos)          | Dades a WD                    |
| ------ | ---------------------- | --------------- | ------------ | ------- | --------------------------------------------------------------------- | --------- | ---------------------------- | ----------------------------- |
|        | platja de la Riera     | Caldes d'Estrac | platja       |         | 41° 34′ 07″ N, 2° 31′ 47″ E / 41.56869473670873°N,2.529852601351827°E |           | Platja de la Riera de Caldes | Modifica les dades a Wikidata |
|        | platja dels Tres Micos | Caldes d'Estrac | platja       |         | 41° 34′ 01″ N, 2° 31′ 28″ E / 41.5668366892212°N,2.524431832960276°E  |           |                              | Modifica les dades a Wikidata |

## torre de defensa
| imatge | Nom            | Ubicat a        | instància de                               | Detalls                                  | coordenades | Protecció                                            | Commons (més fotos) | Dades a WD                    |
| ------ | -------------- | --------------- | ------------------------------------------ | ---------------------------------------- | --- | ---------------------------------------------------- | ------------------- | ----------------------------- |
|        | Torre Busquets | Caldes d'Estrac | torre de defensa                           | Estil: arquitectura popular              | 41° 34′ 19″ N, 2° 31′ 33″ E / 41.571806°N,2.525833°E 41° 34′ 18″ N, 2° 31′ 32″ E / 41.571610061403°N,2.52562572511957°E ca:Carrer Major, 6 | bé d'interès cultural bé cultural d'interès nacional | Torre Busquets      | Modifica les dades a Wikidata |
|        | la Torre Verda | Caldes d'Estrac | torre de defensa estructura arquitectònica | Estil: arquitectura popular 16th century | 41° 34′ 19″ N, 2° 31′ 35″ E / 41.571917°N,2.526472°E ca:Carrer de l'Església, 4 (08393 Caldes d'Estrac)                                    | bé d'interès cultural bé cultural d'interès nacional | La Torre Verda      | Modifica les dades a Wikidata |

## Misc
| imatge | Nom                           | Ubicat a        | instància de                                                                   | Detalls                                                          | coordenades | Protecció                                  | Commons (més fotos)           | Dades a WD                    |
| ------ | ----------------------------- | --------------- | ------------------------------------------------------------------------------ | ---------------------------------------------------------------- | --- | ------------------------------------------ | ----------------------------- | ----------------------------- |
|        | Ajuntament de Caldes d'Estrac | Caldes d'Estrac | casa consistorial                                                              | Estil: arquitectura popular                                      | 41° 34′ 21″ N, 2° 31′ 39″ E / 41.57251°N,2.52749°E                                                                         | bé integrant del patrimoni cultural català | Ajuntament de Caldes d'Estrac | Modifica les dades a Wikidata |
|        | Caldes d'Estrac               | Caldes d'Estrac | entitat singular de població capital municipal ens local històric de Catalunya | 3241 hab                                                         | 41° 34′ 21″ N, 2° 31′ 40″ E / 41.5724°N,2.5279°E 29 msnm                                                                   |                                            |                               | Modifica les dades a Wikidata |
|        | Complex Esportiu Municipal    | Caldes d'Estrac | complex esportiu                                                               | 20th century                                                     | 41° 34′ 04″ N, 2° 31′ 20″ E / 41.5677°N,2.52226°E ca:Carretera N-II, s/n (08393 Caldes d'Estrac)                           |                                            |                               | Modifica les dades a Wikidata |
|        | Estació de Caldes d'Estrac    | Caldes d'Estrac | estació de ferrocarril                                                         | 1856                                                             | 41° 34′ 07″ N, 2° 31′ 34″ E / 41.568555555555555°N,2.5260277777777778°E ca:Plaça de l'Estació, s/n (08393 Caldes d'Estrac) |                                            | Caldes d'Estrac train station | Modifica les dades a Wikidata |
|        | Ferràn                        | Caldes d'Estrac | vèrtex geodèsic                                                                |                                                                  | 41° 34′ 25″ N, 2° 31′ 19″ E / 41.573579°N,2.521993°E 112.573 msnm                                                          |                                            |                               | Modifica les dades a Wikidata |
|        | Plaça Muntanyà                | Caldes d'Estrac | plaça                                                                          | 1993                                                             | 41° 34′ 17″ N, 2° 31′ 38″ E / 41.57126°N,2.52709°E ca:Plaça Muntanyà, s/n (08393 Caldes d'Estrac)                          |                                            |                               | Modifica les dades a Wikidata |
|        | Safareig municipal            | Caldes d'Estrac | safareig                                                                       | 19th century                                                     | 41° 34′ 18″ N, 2° 31′ 39″ E / 41.5717°N,2.5276°E ca:Carrer de La Riera, s/n (08393 Caldes d'Estrac)                        |                                            |                               | Modifica les dades a Wikidata |
|        | Turó de Caldes                | Caldes d'Estrac | muntanya                                                                       |                                                                  | 41° 34′ 19″ N, 2° 31′ 18″ E / 41.57188333°N,2.52168333°E ca:Turó de Caldes (08393 Caldes d'Estrac) 114.6 msnm              |                                            |                               | Modifica les dades a Wikidata |
|        | Vila de Mar                   | Caldes d'Estrac | mural                                                                          | Creador: Roc Blackblock 2022                                     | 41° 34′ 06″ N, 2° 31′ 32″ E / 41.568399951385814°N,2.5254607133043825°E                                                    |                                            |                               | Modifica les dades a Wikidata |
|        | la Riera                      | Caldes d'Estrac | carrer                                                                         | Estil: arquitectura popular                                      | 41° 34′ 08″ N, 2° 31′ 41″ E / 41.568909°N,2.52808°E                                                                        | bé integrant del patrimoni cultural català | La Riera (Caldes d'Estrac)    | Modifica les dades a Wikidata |
|        | mar Mediterrània              |                 | mar interior mar mediterrani conca hidrogràfica                                | Superfície: 2500000km² Profunditat: 5267 1541m Volum: 3839000km³ | 38° N, 17° E / 38°N,17°E 0 msnm                                                                                            |                                            | Mediterranean Sea             | Modifica les dades a Wikidata |